# Wenezuela na Zimowych Igrzyskach Olimpijskich 2002
Wenezuela na Zimowych Igrzyskach Olimpijskich 2002 – występ czteroosobowej kadry sportowców reprezentujących Wenezuelę na igrzyskach w Salt Lake City w 2002 roku.
W składzie znalazło się czworo zawodników – trzech mężczyzn i jedna kobieta. Wszyscy wystąpili w konkurencjach saneczkarskich. Najlepszym rezultatem wśród wenezuelskich saneczkarzy było 31. miejsce Chrisa Hoegera w jedynkach mężczyzn.
Był to drugi występ Wenezueli na zimowych igrzyskach olimpijskich i szesnasty start olimpijski, wliczając letnie występy.
Rolę chorążego reprezentacji podczas ceremonii otwarcia igrzysk pełniła Iginia Boccalandro, dla której były to drugie igrzyska w karierze.

## Wyniki

### Saneczkarstwo
| Konkurencja      | Zawodnik            | Przejazd 1 | Przejazd 1 | Przejazd 2 | Przejazd 2 | Przejazd 3 | Przejazd 3 | Przejazd 4 | Przejazd 4 | Łącznie  | Łącznie |
| Konkurencja      | Zawodnik            | Czas       | Miejsce    | Czas       | Miejsce    | Czas       | Miejsce    | Czas       | Miejsce    | Czas     | Miejsce |
| ---------------- | ------------------- | ---------- | ---------- | ---------- | ---------- | ---------- | ---------- | ---------- | ---------- | -------- | ------- |
| Jedynki kobiet   | Iginia Boccalandro  | DNF        | DNF        | DNS        | DNS        | DNS        | DNS        | DNS        | DNS        | DNF      | DNF     |
| Jedynki mężczyzn | Julio César Camacho | 47,193     | 41.        | 46,676     | 37.        | 47,627     | 43.        | 46,579     | 39.        | 3:08,075 | 39.     |
| Jedynki mężczyzn | Chris Hoeger        | 46,167     | 31.        | 46,097     | 33.        | 45,818     | 32.        | 46,231     | 32.        | 3:04,313 | 31.     |
| Jedynki mężczyzn | Werner Hoeger       | 47,234     | 43.        | 47,071     | 40.        | 46,934     | 42.        | 47,039     | 41.        | 3:08,278 | 40.     |